# 10820 Offenbach
10820 Offenbach eller 1993 QN4 är en asteroid i huvudbältet som upptäcktes den 18 augusti 1993 av den belgiske astronomen Eric W. Elst vid CERGA-observatoriet. Den är uppkallad efter kompositören Jacques Offenbach.